# Giovanni Caselli (decoratore)
Giovanni Caselli (Ferriere, 1698 – 1752) è stato un decoratore italiano, fra i principali artefici della Real Fabbrica di Capodimonte, fondata nel 1743 da Carlo III di Borbone e dalla regina Maria Amalia di Sassonia nella Reggia napoletana.

## Biografia
Caselli lavorò per la manifattura dal 1744 al 1752, distinguendosi per la delicata policromia e l'abile resa miniaturistica delle scene rappresentate su tazze (come quelle conservate presso l'Accademia Tadini di Lovere, non firmate, o in una tabacchiera decorata dalla storia di Giuditta e Oloferne nel Museo Duca di Martina o nella tazza conservata presso il Museo Poldi Pezzoli a Milano.

## Intitolazione
A lui è intitolato l'Istituto di Istruzione Superiore Statale con sede a Napoli all'interno del Real Bosco di Capodimonte.